# Марія Ребека
Марія Ребека Алонсо Лосано (ісп. María Rebeca Alonso Lozano або просто Марія Ребека; ісп. Maria Rebeca; 9 березня 1970, Мехіко, Мексика) — мексиканська актриса.

## Біографія
Марія Ребека народилася 9 березня 1970 року в місті Мехіко у родині відомих мексиканських акторів Ірми Лосано та Хосе Алонсо (справжнє прізвище — Сепеда). У Марії є зведений брат, теж актор — Рафаель Омар — від другого шлюбу матері і зведена сестра від другого шлюбу батька. Дівчина здобула вищу освіту в La Academia de Emilia Carranza.Свою кар'єру Марія розпочала ще в дитинстві, знявшись у восьмирічному віці у фільмі «El nino y el Tiburon». У 1979 році вона знялася у фільмі «Дівчинка з блакитним рюкзаком» (ісп. La nina de la Mochila azul), який приніс їй популярність у Мексиці. У цьому ж році дівчинка знялася в теленовелі «Багаті теж плачуть», зігравши роль Марісабель у дитинстві (дорослу Марісабель зіграла чотирнадцятирічна Едіт Гонсалес).

## Творчість

### Телесеріали
- 1979 — Багаті теж плачуть — Марісабель (в дитинстві)
- 1989 — Просто Марія — Пауліна
- 1992 — Baila conmigo — Марія
- 1993 — Tenias que ser tú
- 1996 — Luz Clarita
- 1996 — Жінка, випадки з реального життя / Mujer, casos de vida real
- 1997 — Al norte del Corazon — Марібель
- 1998 — Perla — Матільде
- 1999 — Catalina y Sebastian — Емілія
- 2004 — Белінда — Крістіна Ромеро

### Кінофільми
- 1979 — El nino y el Tiburon
- 1979 — La nina de la Mochila azul
- 1979 — La tia Alejandra
- 1982 — La Mugrosita
- 1982 — La nina de la Mochila azul (II)
- 1983 — La esperanza de los pobres
- 1985 — El rey de la vecindad
- 1985 — Cementerio del Terror — Аніта
- 1990 — Ladrones de tumbas — Діана
- 1991 — El teatro del horror — Каріна
- 1991 — La negra flor
- 2002 — Monica y el profesor — Моніка
- 2002 — Ciudades oscuras
- 2002 — Sensacional
- 2005 — Juarez: Strages of Fear
- 2008 — Chiles xalapenos — Мерседес
- 2008 — Crepúsculo rojo — Есперанса

### Театральна діяльність
- Heidi
- Alicia en el pais de las Makavillas
- La Bella y la Bestia
- Blanca Nieves
- Peter Pan
- Dracula
- Nacido Almargen
- Crito de silencio
- Los Monologos de la vagina
- Confersiones de mujeres de 30
- Suena

## Відзнаки
- У 2003 році Марія Ребека отримала премію Special Mention на фестивалі Maiami Latin Film за роль у фільмі «Monica y profesor».

## Цікаві факти
- У січні 2006 року Марія Ребека знялася у фотосесії для мексиканської версії журналу «Плейбой». В інтерв'ю актриса відзначала, що батьки її підтримали, а мати навіть купила 50 примірників журналу, щоб подарувати друзям і близьким[3].